# Missão da Comunidade Econômica dos Estados da África Ocidental na Libéria
A Missão da Comunidade Econômica dos Estados da África Ocidental na Libéria (em inglês:  ECOWAS mission in Liberia, ECOMIL) foi uma força de manutenção da paz enviada pela Comunidade Econômica dos Estados da África Ocidental (CEDEAO) à Libéria no final da Segunda Guerra Civil da Libéria em setembro de 2003.
Durante a Primeira Guerra Civil da Libéria em julho de 1990, a CEDEAO adotou o "Plano de Paz da CEDEAO para a Libéria", que ordenou a formação do Grupo de Monitoramento da Comunidade Econômica dos Estados da África Ocidental na Libéria (ECOMOG). O ECOMOG ficou na Libéria até fevereiro de 1998.
A renovada crise na Libéria em 2003 levou a CEDEAO a implementar uma segunda operação de manutenção da paz na região, após a conclusão de um acordo de paz em 18 de agosto de 2003. A ECOMIL começou a se deslocar para fora de Monróvia a partir de 9 de setembro de 2003, com 3 563 soldados da Nigéria, Mali e Senegal sob o comandante da força, o general de brigada Festus Okonkwo. O Conselho de Segurança das Nações Unidas aprovou a conversão da ECOMIL em uma força internacional de estabilização das Nações Unidas (a Missão das Nações Unidas na Libéria) a partir de 1 de outubro de 2003.